# Fighting！生存之道
Fighting！生存之道是呂建中加入華研國際音樂的首張創作專輯。

## 過程
《FIGHTING！生存之道》找來了的填詞作曲大部分都有呂建中的參與。其中《曙光（專輯中有兩種版本）》、《我們小時候》、以及《挺你到底》皆是由呂建中一人完成。而剩下的其他九首則是由呂建中作曲、和顏璽軒、徐旻玲、方文山、姚若龍、施人誠以及陳信延等人幫忙填詞。
不過《曙光》一曲的原創者其實是Spice Girls成員之一的Mel C，是她在2003年推出的專輯《Reason》中的同名歌曲。最後，唱片公司以忘了加入原作者的名字，才令事件平息，但經這事後，呂建中的創作能力已經受到質疑。
《FIGHTING！生存之道》中的某些單曲也有代表的意義。比如說《激戰》是同名遊戲公司找陳信延來填詞和呂建中譜曲、同時讓呂建中來代言「激戰」這一個電動遊戲、《三國戀》是呂建中玩電玩遊戲，同情那一些可憐的兵卒，所創作的單曲；《獨唱情歌》的曲風，也包含情人離愁的味道，此時呂建中找了同門師姐任家萱〈S.H.E的成員Selina〉來一起對唱這一首單曲、《狙擊手》是呂建中看完電影《大敵當前》後，才覺得當狙擊手很酷，而創作的單曲；另外《挺你到底》是呂建中帶著失戀的朋友，去速食店吃漢堡時，所創作的單曲。
華研國際在呂建中的宣傳期快要結束時發行了《FIGHTING！生存之道》的冠軍慶功超值版。此版本多收錄了《千年淚》和《終極一班》兩首單曲、以及《三國戀》、《給我你的愛》、與《我們小時候》等三首伴奏曲。除此之外還加贈《FIGHTING！生存之道》五首主打MV和天外飛仙片尾曲《千年淚》MV的VCD。

## 曲目
| CD   | CD               | CD          | CD   | CD     | CD           |
| 曲序 | 曲目             |             | 作曲 | 编曲   | 备注         |
| ---- | ---------------- | ----------- | ---- | ------ | ------------ |
| 1.   | 曙光             | Tank        | Tank |        |              |
| 2.   | 狙擊手           | Tank 顏璽軒 | Tank |        |              |
| 3.   | 三國戀           | Tank        | Tank |        |              |
| 4.   | 給我你的愛       | 顏璽軒      | Tank | 呂紹淳 |              |
| 5.   | 我們小時候       | Tank        | Tank |        |              |
| 6.   | 挺你到底         | Tank        | Tank |        |              |
| 7.   | 蟑螂小強         | 方文山      | Tank |        |              |
| 8.   | 獨唱情歌         | 姚若龍      | Tank |        | 與Selina合唱 |
| 9.   | 幾分之幾         | 徐旻鈴      | Tank |        |              |
| 10.  | 潔西卡           | 施人誠      | Tank |        |              |
| 11.  | 曙光(Acapella版) | Tank        | Tank |        |              |
| 12.  | 激戰             | 陳信延      | Tank |        |              |

Template:Tank音樂專輯